# Catherine Epars
 (octobre 2020).
Si vous disposez d'ouvrages ou d'articles de référence ou si vous connaissez des sites web de qualité traitant du thème abordé ici, merci de compléter l'article en donnant les références utiles à sa vérifiabilité et en les liant à la section « Notes et références ».
Catherine Epars est une actrice et metteuse en scène franco-suisse.
Elle a été formée à l'Institut national supérieur des arts du spectacle (INSAS) à Bruxelles de 1984 à 1987.

## Filmographie

### Cinéma

#### Longs métrages
- 1991 : Jacques & Françoise, de Francis Reusser : la mère des jumeaux
- 1992 : Faux Rapports, de Daniel Calderon
- 1993 : L'Écrivain public de Jean-François Amiguet : Christine
- 2000 : Merci pour le chocolat, de Claude Chabrol : l'amie musicienne
- 2002 : L'Adversaire, de Nicole Garcia : l'employée de banque
- 2007 : Le Candidat de Niels Arestrup : Madame Arani
- 2007 : Pas douce, de Jeanne Waltz : l'infirmière-chef
- 2007 : Anna M. de Michel Spinosa : la femme de la Gare du Nord
- 2008 : Complices, de Frédéric Mermoud

#### Court métrage
- 2003 : C'était pas la guerre, d'Alexandrine Brisson : la mère

### Télévision
- 1997 : L'Ami de mon fils, de Marion Sarraut : Jocelyne
- 2002 : Belle de nuit, de Stéphane Kapès
- 2008 : Chez Maupassant, de Jacques Santamaria : la colonelle (épisode La Chambre 11)
- 2008 : Seconde Chance, de Nicolas Houres : Victoria Manson
- 2009 : Pigalle, la nuit, d'Hervé Hadmar
- 2009 : Seconde Chance, de Vincent Giovanni : Victoria Manson
- 2011 : Section de recherches, de Franck Buchter

## Théâtre
- 1986 : L'Assemblée des femmes, d'Aristophane, mise en scène d'André Steiger. Festival du Castrum Yverdon
- 1987 : La Dispute, de Marivaux, mise en scène d'Isabelle Pousseur. Hermiane. Théâtre national de Belgique, Bruxelles
- 1987 : Les Acteurs de bonne foi, mise en scène d'Isabelle Pousseur. Lisette. Théâtre national de Belgique, Bruxelles
- 1987 : La Princesse Maleine, de Maurice Maeterlinck, mise en scène de Benoît Blampain. Théâtre des Bâteliers Namur
- 1988 : Les Voisins, de Michel Vinaver, mise en scène de Charles Joris. Alice. TPR La Chaux-de-Fonds
- 1988 : Roméo et Juliette, de Shakespeare, mise en scène de Denis Maillefer. le Prince. Théâtre de Beausobre Morges
- 1990 : L'Assemblée des femmes, d'Aristophane, mise en scène de Michel Voïta. Théâtre de Vidy-Lausanne
- 1990 : Ploutos, d'Aristophane, mise en scène de Philippe Mentha. Hermès. Théâtre Kléber-Méleau Lausanne
- 1991 : Le jeu de l'amour et du hasard, de Marivaux, mise en scène de Pierre Jaccaud. Sylvia. Théâtre national de Belgique, Bruxelles
- 1992 : Enfonçures, de Didier-Georges Gabily, mise en scène Didier-Georges Gabily. Théâtre de la Bastille Paris- Festival d'Avignon
- 1992 : 1992 : Partage de Midi, de Paul Claudel, mise en scène Serge Tranvouez. Ysé. Théâtre de la Cité Internationale Paris
- 1993 : Des Cercueils de Zinc, de Svletana Alexievitch, mise en scène Didier-Georges Gabily. Théâtre de la Bastille Paris- Festival d'Avignon
- 1994-5 : Partage de Midi, de Paul Claudel, mise en scène Serge Tranvouez. Ysé. Théâtre de la Cité Internationale Paris
- 1996 : Recouvrance, mise en scène Serge Tranvouez. Espace des Arts, Chalon-sur-Saône
- 1996 : Le Mensonge, de Nathalie Sarraute, mise en scène d'Anne Bisang. Théâtre de L'Usine, Genève.
- 1996-7 : L'Orestie d'Eschyle, mise en scène Serge Tranvouez. Clytemnestre. Théâtre des Amandiers Nanterre
- 1997 : Le monologue d'Adramélech, de Valère Novarina, mise en scène de Catherine Epars. Théâtre Gérard-Philipe de St-Denis
- 1997 : Annemarie Schwarzenbach ou le mal du pays, d'Hélène Besençon, Mise en scène d'Anne Bisang. Annemarie Schwarzenbach. Théâtre St-Gervais, Genève.
- 1998 : Europe, de David Greig, mise en scène de Stéphanie Loïk, Adèle. Théâtre Gérard-Philipe de St-Denis
- 1998 : Nouvelle Lyrique, d'Annemarie Schwarzenbach, Mise en scène d'Anne Bisang. Annemarie Schwarzenbach. CCS Paris
- 1999 : Chantier numéro 3, de Gertrud Stein, Olivier Cadiot, Marcel Proust, mise en scène de Ludovic Lagarde. Maison de la Culture Amiens
- 1999: Du monde entier, mises en lecture de Serge Tranvouez, Laurent Sauvage, Eric Didry. Théâtre Gérard-Philipe de St-Denis
- 2000-1 : Trilogie Tchekhov (La Mouette, Ivanov, Cercle de famille pour trois sœurs), mise en scène d'Eric Lacascade, Paulina, Babakina, Olga, Irina. Comédie de Caen - Festival d'Avignon
- 2001 : Call girls, performance de Nadine Nordmann. Ambassade du Canada Paris
- 2002 : Britannicus, de Jean Racine, mise en scène d'Armen Godel. Agrippine. Théâtre du Grütli Genève
- 2003 : Et qui pourrait tout raconter ? d'après Les Sept contre Thèbes d'Eschyle et Le Seigneur Guan va au banquet de Guan Hanqing, mise en scène Bernard Sobel. Théâtre de Gennevilliers
- 2004 : Le Cas Franza, d'Ingeborg Bachmann, mise en scène de Catherine Epars. Théâtre du Piliers, Belfort
- 2005 :  Imaginaires, sur Ingeborg Bachmann, mise en ondes de Catherine Epars, RSR2, Lausanne
- 2006 : La Philosophie dans le boudoir, de Sade, mise en scène de Jacques Bonnaffé. Galerie Marion Meyer Paris
- 2007-8 : Un Cabinet de curiosités sonores, installation sonore de Catherine Epars. Musée de zoologie Lausanne
- 2008 : Rives du Congo, d'Annemarie Schwarzenbach, lecture performance de Catherine Epars et Malcolm Braff. Comédie de Genève
- 2008-10 : Semper Virens, performance de Catherine Epars. Musée de zoologie (Lausanne), Musée de la chasse et de la nature Paris
- 2009-10 : Loin de Corpus Christi, de Christophe Pellet, mise en scène de Michael Delaunoy. Norma Westmore. Comédie de Genève, Théâtre du Rideau Bruxelles
- 2011-12 : Tartuffe, de Molière, mise en scène d'Eric Lacascade. Mme Pernelle. Théâtre de Vidy (Lausanne), TNB (Rennes)
- 2012-13 : Iphis et Iante, d'Isaac de Benserade, mise en scène de Jean-Pierre Vincent. la déesse Isis. Théâtre Gérard-Philipe de St-Denis, Théâtre du Gymnase Marseille
- 2014 : Amaya, première dame d'honneur de la reine de Saba, de Catherine Epars. Lecture spectacle. Théâtre du Lucernaire (Paris)
- 2015-6 : 1000 en l'1 spectacle musical, Coline Amadeus compositeur et interprète (Voix, violon électrique). Mise en scène : Catherine Epars. Théâtre du Passage (Neuchâtel)
- 2019-20 : L'Invisible Chemin, de Sarah Marcuse, mise en scène de l'auteure, Théâtre du Mont Doré (Nouméa). Théâtre Pitoëff Genève dans le cadre du Samadhi-Project, Genève une ville pour la paix.

## Publications
- 2013 : Amaya, première dame d'honneur de la reine de Saba, Catherine Epars. L'Harmattan 2013  (ISBN 978-2-343-01278-0)
- 2020 : Neige blonde, Catherine Epars, L'Harmattan, collection Amarante, 2020  (ISBN 978-2-343-20888-6)